# Parque nacional de Khun Chae
El parque nacional de Khun Chae (en tailandés, อุทยานแห่งชาติขุนแจ) es un área protegida del norte de Tailandia. Se encuentra en la provincia de Chiang Rai y fue declarado en el año 1995 y se extiende por 270 kilómetros cuadrados.